# 平林伊三郎
平林 伊三郎（ひらばやし いさお、1937年7月18日 - 2025年5月17日）は、日本の政治家。長野県安曇野市長（1期）。穂高町長（3期）。
長野県南安曇郡穂高町生まれ。早稲田大学法学部卒業。1994年に穂高町長に初当選し、3期を務める。平成の大合併においては、同郡豊科町、堀金村・三郷村および東筑摩郡明科町との合併を推進し、人口約10万人の安曇野市を実現し、初代市長を務めた。
2014年4月の春の叙勲で旭日小綬章を受章する。
旧陸軍中将の平林盛人は父。日系アメリカ人社会学者のゴードン・ヒラバヤシは親戚にあたる。
2025年5月17日午前9時14分、安曇野市内の病院で死去した。87歳没。死没日付をもって従五位に叙された。